# Leonie Ossowski
Leonie Ossowski, vlastním jménem Jolanthe von Brandenstein (15. srpna 1925, Röhrsdorf – 4. února 2019, Berlín), byla německá spisovatelka.

## Život
Leonie Ossowski se narodila Röhrsdorfu (dnes Osowa Sień v Polsku) jako Jolanthe von Brandenstein. Literární pseudonym si zvolila podle šlechtické rodiny Ossowski, která ve vsi panovala.

## Dílo

### Přehled děl v originále (výběr)
- Stern ohne Himmel (1958)[3] – tato kniha bylo uveřejněna pod pseudonymem Jo von Tiedemann[4][5]
- Schlesien-Trilogie[6]
  - Weichselkirschen: Roman. München, Zürich : Piper, 1976. 387 S.
  - Wolfsbeeren: Roman. 1. vyd. Hamburg: Hoffmann und Campe Verlag, 1987. 478 S.
  - Holunderzeit: Roman. 1. vyd. Hamburg: Hoffmann und Campe Verlag, 1991. 432 S.
- Die große Flatter (1977)[7]
- Der einarmige Engel (2004)[8]

### Překlady do češtiny
- Podraz (orig. 'Die große Flatter: Roman'). 1. vyd. Praha: Svoboda, 1983. 181 S. Překlad: Jitka Soukupová
- Nebe - peklo - ráj, kam Tě, duše, dám (orig. 'Wer fürchtet sich vorm schwarzen Mann?'). 1. vyd. Praha: Svoboda, 1969. 251 S. Překlad: Jitka Bodláková
- Hvězda bez nebe (orig. 'Stern ohne Himmel'). 1. vyd. Praha: Mladá fronta, 1963. 206 S. Překlad: Věra Houbová a Hana Žantovská

## Ocenění
- 1977 – Kinder- und Jugendbuchpreis der Stadt Oldenburg[9]
- 2014 – Cena Andrease Gryphia